# 1942年逝世人物列表
1942年逝世人物列表：1月 - 2月 - 3月 - 4月 - 5月 - 6月 - 7月 - 8月 - 9月 - 10月 - 11月 - 12月
下面是1942年逝世的知名人士列表。

## 1月

### 2日
- 伊萬德·凱亞，蘇聯作家和女權主義者

### 4日
- 西德尼·費爾布羅瑟，英國女演員
- 梅尔·谢泼德，美國奧運運動員
- 奧蒂斯·斯金納，美國演員

### 6日
- 艾瑪·卡爾維，法國女高音
- 亨利·德·巴耶-拉图尔，國際奧會第三任主席

### 9日
- 希伯·柯蒂斯，美国天文学家
- 杰尔兹·罗佐基，波兰数学家、密码学家
- 揚·格拉林斯基，波蘭將軍

### 13日
- 弗拉基米爾·伊格納托夫斯基，蘇聯物理學家
- 埃米爾·斯拉梅克，波蘭羅馬天主教神父、殉道者和聖人
- 阿爾伯特·讓·巴蒂斯特·瑪麗·瓦西埃，法國生物學家和科學家

### 16日
- 康诺特和斯特拉森公爵亞瑟王子，維多利亞女王的第二個小兒子
- 耶利米·科爾曼，英國實業家
- 卡洛尔·隆巴德，美國女演員

### 17日
- 瓦爾特·馮·賴歇瑙，德國陸軍元帥

### 18日
- 詹姆斯·派克，美國海軍準將

### 21日
- 克利斯蒂安·科內利森，荷蘭作家、經濟和工會會員
- 伊西多羅·迪格斯·杜埃尼亞斯，西班牙瓦工
- 赫蘇斯·拉拉尼亞加，西班牙共產黨領袖

### 22日
- 沃爾特·西克特，英國印象派畫家[1]
- 拉喬·彼得羅夫，保加利亞將軍和政治家，保加利亞第12任總理

### 23日
- 薩克森-科堡和哥達的路德維希·加斯頓王子
- 納扎雷諾·斯特蘭佩利，義大利農學家和植物育種家

### 26日
- 费利克斯·豪斯多夫，德國數學家（自殺）

### 27日
- 卡雷爾·恩帕盧，愛沙尼亞記者和政治家，愛沙尼亞第7任總理

### 29日
- 維克多·埃斯本森，挪威水手

## 2月

### 2日
- 阿多·伯克，愛沙尼亞政治家，愛沙尼亞第三任總理
- 萊昂內托·卡皮耶洛，義大利海報設計師和畫家

### 7日
- 多兰多·彼得里，義大利奧運運動員

### 8日
- 弗里茲·托特，納粹德國工程師

### 9日
- 劳里·克里斯蒂安·雷兰德，芬蘭第二任總統

### 11日
- 賈姆納拉爾·巴賈吉，印度實業家和慈善家
- 烏戈·帕斯誇萊·米夫蘇德，馬爾他第三任總理

### 12日
- 格兰特·伍德，美國畫家[2]

### 13日
- 奧塔卡爾·巴特利奇卡，捷克斯洛伐克冒險家和記者
- 埃皮塔西奧·佩索阿，巴西法學家和政治家，巴西第11任總統

### 14日
- 米羅斯瓦夫·費裡奇，波蘭二戰戰鬥機飛行員

### 16日
- 埃托雷·阿裡戈尼·德利·奧迪，義大利鳥類學家

### 19日
- 弗蘭克·阿班丹多，美國黑幫

### 20日
- 哈馬德·伊本·伊薩·阿勒哈利法，巴林統治者

### 22日
- 斯蒂芬·茨威格，奥地利作家，自杀

### 24日
- 安東·德雷克斯勒，德國極右翼政治家[3]

### 27日
- 羅伯特·威廉·查普曼，澳大利亞工程師和數學家
- 約瑟夫·埃米爾·哈雷，美國軍官和政治家

### 28日
- 卡雷爾·多爾曼，荷蘭海軍上將

## 3月

### 1日
- 喬治·倫茨，美國海軍牧師和海軍十字勳章獲得者
- 科尼利厄斯·范德比爾特三世，美國軍官、發明家和工程師

### 2日
- 古斯塔夫·安茹，瑞典系譜學家
- 謝爾蓋·索洛維約夫，蘇聯東正教神父和祝福

### 3日
- 阿梅迪奧，義大利貴族和軍官，義大利東非總督

### 4日
- 格奧爾基·阿達梅斯庫，羅馬尼亞歷史學家和目錄學家

### 7日
- 皮埃爾·塞瑪律，法國共產黨領導人

### 8日
- 何塞·劳尔·卡帕布兰卡，古巴國際象棋選手

### 10日
- 弗雷德里克·貝雷，美國藝術家

### 11日
- 何塞·坎普魯比，西班牙出版商
- 拉烏爾·丹杜蘭德，加拿大政治家

### 12日
- 罗伯特·博世，德國實業家、工程師和發明家
- 威廉·亨利·布拉格，英國物理學家、化學家和數學家，諾貝爾獎獲得者
- 恩里克·莫雷拉·維烏拉，安道爾作曲家

### 14日
- 勒內·布爾，英國插畫家和攝影師
- 弗里德里希·卡爾·格奧爾格·費德，德國植物學家

### 15日
- 瓦西裡·德米特裡烏斯，奧匈帝國出生的羅馬尼亞作家、詩人和翻譯家

### 17日
- 納達·迪米奇，南斯拉夫共產黨領導人

### 20日
- 瓦西裡·卡拉法蒂，蘇聯和俄羅斯作曲家

### 21日
- 詹姆斯·舍伊佛爾·伍茲沃思，加拿大政治家
- 瓦茨拉夫·莫拉維克，捷克將軍和戰士

### 23日
- 路德維希·馮·霍內爾，奧地利海軍軍官和探險家
- 馬塞洛·托爾誇托·德·阿爾維爾，阿根廷第20任總統

### 26日
- 古斯塔夫·辛里希斯，德國出生的美國指揮家和作曲家

### 27日
- 詹尼恩·斯蒂爾·埃利奧特，英國鳥類學家和博物學家
- 小約翰·威爾科克斯，美國海軍上將（落水）
- 胡里奧·岡薩雷斯，西班牙雕塑家和畫家

### 28日
- 米格尔·埃尔南德斯，西班牙詩人和劇作家

## 4月

### 2日
- 愛德華·埃斯塔尼埃，法國小說家

### 4日
- 詹姆斯·比德，美國政治家
- 揚·達澤夫斯基，波蘭戰鬥機飛行員

### 6日
- 伊西德羅·蜜雪兒·洛佩斯，墨西哥軍官，墨西哥革命領袖

### 7日
- 阿南德尚卡爾·德魯夫，印度學者、作家、教育家和編輯

### 11日
- 弗雷德里克·霍布斯，紐西蘭出生的歌手和演員

### 12日
- 第8代阿爾伯瑪律伯爵阿諾德·凱佩爾，英國士兵和政治家

### 13日
- 裘莉婭·丹薩斯，蘇聯和俄羅斯羅馬天主教宗教領袖和祝福
- 詹姆斯·弗格森，英國海軍上將

### 15日
- 罗伯特·穆齐尔，奧地利小說家
- 約書亞·皮姆，愛爾蘭網球運動員

### 16日
- 薩克森-科堡-哥達的亞歷山德拉，維多利亞女王的孫女

### 17日
- 倫沃德·布蘭德斯泰特，瑞士語言學家和語言學家
- 阿道夫·丹尼尔·爱德华·埃尔默，美國植物學家
- 讓·巴蒂斯特·佩林，法國物理學家，諾貝爾獎獲得者

### 18日
- 格拉日娜·克羅斯托夫斯卡，波蘭詩人和活動家
- 格特魯德·范德比爾特·惠特尼，美國女繼承人、社交名媛和雕塑家

### 21日
- 古斯塔夫·斯蒂克利，美國傢具設計師和建築師

### 23日
- 奧爾加·貝納里奧·普雷斯特斯，德國出生的巴西激進分子

### 24日
- 卡米爾·杜·加斯特，法國先驅
- 迪納納特·曼格什卡，印度歌手和作曲家
- 露西·莫德·蒙哥馬利，加拿大作家[4]

### 25日
- 齊格蒙特·基西萊夫斯基，波蘭作家

### 30日
- 莉蓮·懷廷，美國作家和編輯

## 5月

### 1日
- 何塞·阿巴德·桑托斯，菲律賓最高法院首席大法官

### 3日
- 索瓦尔德·斯陶宁，丹麥第9任首相

### 4日
- 約瑟夫·琴皮爾，波蘭羅馬天主教神父、殉道者和祝福者

### 5日
- 哈比卜·帕查·埃斯-薩阿德，黎巴嫩第三任總理兼第二任總統[5]

### 7日
- 費利克斯·溫加特納，奧地利指揮家

### 8日
- 八田與一，日本土木工程師

### 9日
- 格雷厄姆·麥克納米，美國電臺播音員

### 10日
- 乔·韦伯，美國沃德維利亞人

### 11日
- 萩原朔太郎，日本詩人和作家

### 12日
- 漢努·漢努克塞拉，芬蘭將軍

### 14日
- 弗蘭克·丘吉爾，美國作曲家

### 16日
- 金子坚太郎，日本外交官和政治家
- 布罗尼斯拉夫·马林诺夫斯基，波蘭人類學家
- 瑪麗亞·米哈烏·科瓦爾斯基，波蘭神父和祝福

### 19日
- 愛德華·偉特，英國神秘學家

### 20日
- 約翰·克拉多克，美國政治家
- 查理斯·迪翠希，美國政治家
- 約翰·古道爾，英國足球運動員

### 22日
- 斯捷潘·菲利波維奇，南斯拉夫民族英雄
- 加藤建夫，日本戰鬥機王牌

### 24日
- 伊萬·霍爾巴切夫斯基，奧地利化學家和政治家

### 25日
- 伊曼紐爾·費爾曼，奧地利大提琴家

### 27日
- 陈独秀，中共總書記

### 29日
- 約翰·巴里摩，美國演員
- 與謝野晶子，日本作家和詩人

### 30日
- 費利克斯·卡德拉斯，法國蕾絲設計師和激進分子

## 6月

### 4日
- 尤塞比奥·阿亚拉，巴拉圭第29任總統（1921—23年、1932—36年）
- 萊因哈德·海德里希，納粹帝國主要安全辦公室的負責人，曾任波希米亞和摩拉維亞帝國總督
- 尤金·琳賽，美國海軍軍官

### 5日
- 佛吉尼亞·李·科爾賓，美國女演員
- 山口多聞，日本海軍上將，在中途岛海战中陣亡
- 柳本柳作，日本海軍少將，在中途岛海战中陣亡

### 7日
- 艾倫·布魯姆萊因，英國電子工程師

### 11日
- 查理斯·貝特森，法國政治家
- 邁克爾·基澤爾曼，德國陸軍軍官

### 14日
- 費奧多爾·布勞恩，蘇聯出生的德國學者

### 18日
- 大衛·霍桑，英國演員
- 約瑟夫·加布契克，斯洛伐克士兵和抵抗戰士，“類人猿行動”團隊成員
- 揚·庫比什，捷克士兵和抵抗戰士，類人猿行動團隊成員
- 約瑟夫·瓦爾契克，捷克士兵和抵抗戰士，“類人猿行動”團隊成員
- 阿道夫·奧帕爾卡，捷克士兵和抵抗戰士，類人猿行動團隊成員

### 19日
- 突尼西亞的艾哈邁德二世，突尼西亞統治者
- 阿洛伊斯·埃利亞什，捷克將軍和政治家
- 弗兰克·艾恩斯，美國奧運運動員

### 21日
- 亞歷山大教皇約翰十九世

### 22日
- 阿爾巴尼亞學生活動家布蘭科·卡迪亞、喬丹·米西亞和佩拉特·雷傑皮

### 23日
- 威廉·庫珀，美國雕塑家

### 25日
- 亚瑟·安德森，澳大利亞建築師

### 26日
- 約翰·加里·埃文斯，美國政治家
- 斯坦尼斯瓦夫·斯卡日延斯基，波蘭軍官
- 吉恩·斯塔克，第一位在二戰期間被徵召入伍的美國職業棒球大聯盟球員，也是第一位在服役中陣亡的球員

### 30日
- 比利·貝內特，美國演員
- 威廉·亨利·傑克遜，美國攝影師[6]

## 7月

### 1日
- 彼得·托納·麥金利，愛爾蘭語作家
- 波列斯瓦夫·維尼亞瓦-德烏戈佐夫斯基，波蘭將軍、外交官和政治家，波蘭臨時總統

### 2日
- 魯迪·恰亞韋茨，南斯拉夫詩人
- 約瑟夫·多馬卓斯基，美國政治家

### 4日
- 約瑟夫·科瓦爾斯基，波蘭羅馬天主教神父和祝福

### 8日
- 路易·弗朗谢·德斯佩雷，法國將軍
- 雷菲克·赛达姆，土耳其第四任總理

### 9日
- 凱利·哈雷爾，美國 surburbia 音樂家
- 耶穌痛苦之心的寶琳，巴西羅馬天主教修女和聖人

### 12日
- 瑪麗·海登，愛爾蘭歷史學家和活動家

### 13日
- 华金·桑切斯·德托卡，西班牙保守派政治家和西班牙首相

### 14日
- 塞巴斯蒂安·福爾，法國無政府主義者和活動家

### 15日
- 瓦茨拉勞·文松斯，菲律賓政治家和抵抗運動領袖（被刺刀刺死）
- 罗伯托·马塞利诺·奥尔蒂斯，阿根廷第24任總統

### 16日
- 阿爾弗雷德·弗朗斯，英國經濟學家和統計學家

### 17日
- 蒂努斯·德·容，南非畫家

### 18日
- 喬治·比比，澳大利亞政治家、法官和作家
- 喬治·薩瑟蘭，英國出生的美國最高法院大法官

### 21日
- 安東·梅瓦爾，斯洛維尼亞鈕手風琴製造商[7]

### 23日
- 阿裡斯蒂德斯·沙維爾·阿雷瓦洛，波多黎各作曲家和鋼琴家
- 亞當·塞尼亞科夫，波蘭工程師和參議員（自殺）

### 24日
- 埃德溫·庫珀，英國建築師

### 25日
- 湯姆·雷諾茲，英國演員

### 26日
- 羅伯托·阿爾特，阿根廷作家
- 提圖斯·布蘭德瑪，荷蘭加爾默羅修道士，羅馬天主教神父和祝福

### 27日
- 卡爾·佩爾西梅吉，愛沙尼亞野獸派畫家
- 格奧爾基·薩法羅夫，布爾什維克革命家和政治家

### 28日
- 野村一郎，日本建築師。
- 弗林德斯·皮特里，英國埃及學家

### 29日
- 路易·博尔诺，海地律師和政治家，海地第28任總統

### 30日
- 吉米·布蘭頓，美國貝斯手
- 利奧波德·曼迪奇，南斯拉夫嘉布遣會修道士和羅馬天主教神父和聖人

### 31日
- 約茲卡·佐菲·雅布爾科娃，捷克斯洛伐克記者、作家和翻譯家
- 弗朗西斯·揚赫夫，英國探險家和軍官

## 8月

### 3日
- 弗朗西斯卡·阿恩什塔伊諾娃，波蘭詩人和劇作家
- 詹姆斯·克魯茲，美國演員和導演
- 古列爾莫·費雷羅，義大利歷史學家、記者和小說家
- 古斯塔夫·英德雷博，挪威語言學家
- 里夏德·维尔施泰特，德國化學家，諾貝爾獎獲得者

### 7日
- Louis J. Carpellotti，美國海軍陸戰隊員
- 查尔斯·福特，美國電影導演和製片人
- 雅努什·科爾恰克，波蘭教育家、作家和兒科醫生

### 8日
- 利奧波德·賈尼科夫斯基，波蘭探險家和民族志學家

### 9日
- 埃迪特·施泰因，德國哲學家、羅馬天主教修女、殉道者和聖人（遇刺）

### 10日
- 卡齊米日·德姆博夫斯基，波蘭羅馬天主教神職人員和殉道者

### 11日
- 薩賓娜·斯皮爾萊因，俄羅斯醫生和精神分析學家

### 12日
- 帕斯誇萊·阿馬托，義大利男中音
- 米科拉·布拉切克，蘇聯畫家
- 菲力浦斯·福爾摩斯，美國演員

### 13日
- 豪爾赫·奎斯塔，墨西哥化學家、作家和編輯
- 埃琳娜·岡薩雷斯·阿查·德·科雷亞·莫拉萊斯，阿根廷教育家、科學家和活動家

### 15日
- 馬哈德夫·德賽，印度獨立活動家和作家

### 16日
- 安德列·赫澤，法國導演、編劇和劇作家

### 18日
- 阿加特·拉施，德國語言學家
- 亨利·德威特·漢密爾頓，美國將軍

### 19日
- 海因里希·勞辛格，波蘭出生的奧地利畫家[8]

### 21日
- 一木清直，日本陸軍軍官（陣亡）

### 22日
- 蜜雪兒·福金，蘇聯編舞家和舞蹈家

### 23日
- 豪爾赫·科拉索，葡萄牙畫家
- 弗朗西斯澤克·達赫特拉，波蘭羅馬天主教神父、殉道者和祝福者

### 24日
- 道爾·克萊頓·巴恩斯，美國海軍飛行員
- 愛德華·卡米爾斯基，波蘭羅馬天主教神父、殉道者和祝福者

### 25日
- 喬治王子，喬治五世的第四個長子
- 約瑟夫·萊瓦爾托夫斯基，波蘭政治家和革命家

### 26日
- 伊雷娜·貝爾納什科娃，捷克斯洛伐克記者和抵抗組織成員

### 27日
- 列夫·努辛鮑姆，俄羅斯和亞塞拜然小說家[9]

### 28日
- 奧地利大公約瑟夫·斐迪南

### 29日
- 查理斯·厄本，美國電影製片人
- 法比奧·菲亞洛，多明尼加作家、詩人和政治家
- 多米尼克·耶德熱耶夫斯基，波蘭羅馬天主教神父、殉道者和祝福者

### 30日
- 馬丁·基什納，德國外科醫生

## 9月

### 1日
- 克洛蒂爾德·阿波尼，匈牙利女權活動家和外交官

### 3日
- 魯本·魯伊斯·伊巴魯里，西班牙共產黨領導人

### 4日
- 赫伯特·卡爾卡特拉，美國海軍水手

### 5日
- 弗朗索瓦·德·拉布歇爾，法國飛行員

### 7日
- 塞西莉亞·博克斯，美國肖像畫家[10]

### 8日
- 亞當·巴吉爾斯基，波蘭羅馬天主教神父、殉道者和祝福者

### 9日
- 阿黛爾·庫茲韋爾，奧地利大屠殺受害者

### 14日
- 福斯塔·拉布拉多修女，菲律賓羅馬天主教修女和上帝的僕人
- E.S.戈斯尼，美國慈善家和優生學家

### 20日
- 卡納克拉塔·巴魯阿，印度自由鬥士

### 27日
- 費爾南多·迪亞斯·德·門多薩·格雷羅，西班牙演員
- 布羅尼斯瓦夫·科斯特科夫斯基，波蘭羅馬天主教神父、殉道者和祝福者

### 29日
- 馬坦吉尼·哈茲拉，印度革命者（槍殺）

### 30日
- 漢斯-約阿希姆·馬賽，德國二戰戰鬥機王牌
- 萊昂尼德斯·布萊克斯，拉脫維亞詩人、記者和愛國者
- 威廉·帕切利，美國政治家

## 10月

### 1日
- 安茨·皮普，愛沙尼亞第7任總理和第1任國家長老

### 3日
- 路德維克·奇維克林斯基，普魯士語言學家和教授
- 奧拉夫·胡斯比，挪威出生的美國出版商

### 5日
- 朱塞佩·卡西奧利，義大利畫家和雕塑家

### 6日
- 洛倫佐·阿吉雷，西班牙畫家
- 瓦茨瓦夫·瓦索維奇，波蘭畫家

### 7日
- 瑪麗亞·安東尼娜·克拉托奇維爾，波蘭羅馬天主教修女、殉道者和祝福者

### 8日
- 艾菲·埃爾斯勒，美國女演員

### 9日
- 威廉·T·漢納，美國海軍陸戰隊員

### 10日
- 阿諾德·馬耶夫斯基，波蘭血統的芬蘭軍事英雄（陣亡）[11]

### 12日
- 五藤存知，日本海軍上將（陣亡）

### 13日
- 弘一，本名李叔同，中國佛教藝術家、美術教師[12]

### 15日
- 瑪莉·特佩斯特，英國女演員

### 16日
- 利奧波德·詩奇，奧地利歷史教師，阿道夫·希特勒和阿道夫·艾希曼的高中教師

### 18日
- 費德里科·法拉利·奧爾西，意大利軍官

### 19日
- 保羅·尼古拉斯·科斯曼，德國記者

### 20日
- 梅·羅布森，澳大利亞女演員

### 22日
- 斯塔夫·德·克雷爾克，比利時合作者和民族主義者

### 23日
- 拉爾夫·雷格，美國作曲家和詞曲作者

### 24日
- 迪米特裡·阿米拉赫瓦里，法國軍官
- 聖約翰·哈欽森，英國大律師和政治家
- 詹姆斯·莫頓，美國演員

### 26日
- 威廉·芬尼曼，菲律賓羅馬天主教神父、大主教和上帝的僕人

### 27日
- 赫爾穆特·胡貝納，反對希特勒政權的德國青年政治活動家

### 28日
- 亞歷山大·馮·達塞爾，德國地方法官

### 31日
- 埃米利奧·卡爾達拉，義大利政治家

## 11月

### 1日
- 雨果·迪斯勒，德國作曲家

### 2日
- 伊萊胡·格蘭特，美國學者和作家

### 3日
- 埃里克·亚伯拉罕松，瑞典演員
- 阿梅德·阿爾多因，美國音樂家

### 5日
- 喬治·M·科恩，美國詞曲作者和藝人
- 清浦奎吾，日本首相

- 埃德娜·梅·奧利弗，美國女演員

### 11日
- 赫克托·阿巴斯，荷蘭演員
- 默頓·貝克威斯-史密斯，英國陸軍軍官

### 12日
- 蘿拉·霍普·克魯斯，美國女演員

### 13日
- 丹尼尔·卡拉汉，美國海軍上將和榮譽勳章獲得者
- 诺曼·斯科特，美國海軍上將和榮譽勳章獲得者

### 15日
- 科斯特裡茨的海因里希三十三世羅伊斯親王

### 16日
- 约瑟夫·施密特，波蘭男高音

### 19日
- 伊利亞·方達明斯基，蘇聯作家
- 布鲁诺·舒尔茨，波蘭作家和畫家（拍攝）

### 21日
- 贝希托尔德伯爵，奧匈帝國外交部長
- 巴里·赫尔佐格，布爾將軍和南非第三任總理[13]

### 23日
- 堀井富太郎，日本將軍
- 埃尔南多·西莱斯·雷耶斯，玻利維亞政治家，玻利維亞第31任總統

### 24日
- 吉多·馬西耶羅，義大利第一次世界大戰飛行王牌和航空先驅
- 弗朗切斯科·阿傑洛，義大利飛行員

### 25日
- 米哈伊爾·德拉戈米雷斯庫，羅馬尼亞美學家、理論家和評論家

### 26日
- 穆罕默德·阿裡·福羅伊，伊朗外交官、政治家、教師和作家，曾三度擔任伊朗總理
- 西格特裡古爾·喬納森，加拿大政治家

### 27日
- 赫尔曼·哈姆斯，德國植物學家

### 28日
- 馬塞利·諾沃特科，波蘭活動家

### 29日
- 威廉·斯坦普斯·法里什二世，美國先驅

### 30日
- 巴克·瓊斯，美國演員

## 12月

### 1日
- 泰迪·希恩，澳大利亞皇家海軍水手，在帝汶戰役中陣亡
- 萊昂·瓦赫霍爾茨，波蘭科學家和法醫

### 3日
- 威廉·容克，捷克斯洛伐克自然歷史學家、書目學家和昆蟲學家

### 5日
- 理查·塔克，美國演員

### 6日
- 卡爾·赫克斯海默，德國皮膚科醫生
- 阿莫斯·魯西，美國棒球運動員和 MLB 名人堂成員

### 7日
- 奧蘭·斯蒂恩·盧米斯，威斯康星州州長

### 8日
- 普鲁士的艾特尔·腓特烈，普魯士王子
- 阿爾伯特·卡恩，美國建築師

### 9日
- 塞拉芬·路易，法國畫家

### 12日
- 羅伯特·丹納伯格，奧地利政治家
- 海倫·韋斯特利，美國女演員

### 13日
- 哈基姆·法塔赫·穆罕默德·塞瓦尼，印度學者、詩人、文學家、記者和政治家
- 弗洛迪米爾·萊多霍夫斯基，波蘭耶穌會神父和上帝的僕人

### 16日
- 查尔斯·罗登·巴克斯顿，英国作家和慈善家

### 17日
- 伊迪絲·普雷蒂，英國地主

### 19日
- 卡爾·古斯塔夫·弗萊舍，挪威將軍

### 21日
- 法蘭茲·鮑亞士，德國人類學家

### 22日
- 羅伯特·科施，普魯士將軍
- 理查·海因里希·馮·羅伊斯，德國將軍，史達林格勒的克欽獨立軍

### 23日
- 康斯坦丁·巴尔蒙特，蘇聯詩人和翻譯家[14]

### 24日
- 法蘭索瓦·達爾朗，法國海軍上將和政治家，法國第81任總理（遇刺）

### 27日
- 威廉·摩根，美國排球發明者

### 30日
- 內維爾·韓德森，英國外交官